# A-Ships Management
A-Ships Management SA (precedentemente nota come European Seaways) è una compagnia di navigazione di proprietà della famiglia Arkoumanis, nata nel 1990 e operante fra Mare Adriatico e Mar Ionio. La principale destinazione raggiunta è la Grecia.

## Storia
Da sempre impegnata nei collegamenti tra l'Italia e la Grecia, fino al 1998, ha esercitato una linea diretta con la Turchia. Contemporaneamente ha avuto modo di collaborare dal porto di Bari con Ventouris Ferries per il potenziamento dei collegamenti verso Durazzo, ed in estate anche per Igoumenitsa - Corfù - Cefalonia (Sami) e Zante.

## Flotta del passato
| Nome                | IMO     | Anni di Servizio              | Note                                                |
| ------------------- | ------- | ----------------------------- | --------------------------------------------------- |
| European Spirit     | 5141029 | 1990-1995                     |                                                     |
| European Glory (I)  | 6407652 | 1990-1991                     | Demolita ad Aliağa (Turchia) a maggio 2008          |
| European Glory (II) | 5184071 | 1991-1997                     | Affondata nel porto di Salalah (Oman) nel 2003      |
| European Star       | 6616136 | 1992-1994                     |                                                     |
| Pearl William       | 6417047 | 1993                          | Affondata nel 2011 dopo uno scontro con una chiatta |
| European Pride      | 6705080 | 1994-1998                     | Demolita ad Alang (India) a ottobre 2003            |
| Horizon             | 7203637 | 1996-1998;1999-2001;2009-2014 | Demolita ad Aliağa (Turchia) a gennaio 2019.        |
| Apollon             | 7235915 | 2007-2010                     | Demolita ad Aliağa (Turchia) a ottobre 2010.        |
| Galaxy              | 7358755 | 2015                          | Dal 2015 Moby Kiss di Moby Lines                    |
| Prince (I)          | 7803190 | 2016                          | Dal 2016 Morocco Star di Africa Morocco Link        |
| Duba Bridge         | 7356252 | 2010-2017                     | Demolita ad Alang a giugno 2021 come Duba           |
| Prince (II)         | 7347548 | 2018-2021                     | Demolita ad Alang (India) a giugno 2022             |
| Prince (III)        | 7615048 | 2023-2024                     | Attuale Akdeniz per la ONG Insani Yardim Vakfi      |

## Linee
Linee in partenza dal porto di Brindisi verso:
- Valona
- Corfù - Igoumenitsa[5] (Fino al 2021)